# 8106 Карпіно
8106 Карпіно (8106 Carpino) — астероїд головного поясу, відкритий 23 грудня 1994 року.
Тіссеранів параметр щодо Юпітера — 3,468.